# Línea 1A (Suburbanos Montevideo)
La línea 1A de la red de transporte  suburbano de Montevideo une la terminal Baltasar Brum con la ciudad de Canelones.

## Características
Fue creada en los años treinta por la Compañía de Ómnibus Canelones Santa Lucía. Como muchas otras líneas del departamento de Canelones, su denominación hace referencia a la Seccional 1.ª de Canelones, con asiento en la ciudad hononima. 
En los años ochenta debido al cierre de la mencionada compañía, la línea comenzó a ser operada por la Compañía de Ómnibus de Pando Sociedad Anónima (COPSA) .
Forma parte del Sistema de Transporte Metropolitano desde el año 2021.

## Recorridos
En su extenso recorrido circula por los barrios: Centro, Cordón Norte, Aguada, Arroyo Seco, Bella Vista, Prado, Capurro, Paso Molino, Belvedere, Sayago y Colón de Montevideo, el pueblo Abayubá. Así como también las ciudades y localidades de La Paz, Las Piedras, El Dorado, 18 de Mayo, Progreso, Villa Felicidad, Villa Instituto Adventista, Barrio Remanso del departamento de Canelones.
| Andén 17/18 (Estación Baltasar Brum) - Galicia - República - Cerro Largo - Avenida Daniel Fernández Crespo - Avenida de las Leyes - Avenida Agraciada - San Quintín - Avenida Eugenio Garzón - Corredor Garzón - Andén 8 (Terminal Colón) - Cno. Carmelo Colman - Avenida César Mayo Gutiérrez - Avenida José Batlle y Ordóñez - José Artigas - Avenida Enrique Pouey - Ruta 5 vieja - General Artigas - Ruta 5 - Gutiérrez Ruiz - Zelmar Michelini - María Álamo de Suárez - Treinta Y Tres - Dr. Cristóbal Cendan - José Batlle Y Ordóñez, hasta Julio Brunerau. - Ciudad de Canelones | (Ciudad de Canelones) - José Batlle Y Ordóñez - María Álamo de Suárez - Zelmar Michelini - Gutiérrez Ruiz - Ruta 5 - General Artigas - Ruta 5 vieja - Avenida Enrique Pouey - José Artigas - Avenida José Batlle Y Ordóñez - Avenida César Mayo Gutiérrez - Cno. Carmelo Colman - Andén 9 (Terminal Colón) - Corredor Garzón - Avenida Eugenio Garzón - José Mármol - José Llupes - Avenida Agraciada - Avenida de las Leyes - Magallanes - Galicia - República - Avenida Uruguay - Ciudadela - Paysandú - Andes - Terminal Baltasar Brum |

Algunas de sus frecuencias circulan por la Cárcel de Canelones.

## Línea directa
| Partida - Andén 17/18 (Estación Baltasar Brum) - Río Branco - Galicia - General Rondeau - Fausto Aguilar - Jujuy - San Fructuoso - Rambla Baltasar Brum - Accesos de Montevideo Hugo Batalla - Ruta 5 - Gutiérrez Ruiz - Zelmar Michelini - María Álamo de Suárez - Treinta y Tres | Regreso (desde Canelones) - José Batlle y Ordóñez - Rosalino Barrios - María Álamo de Suárez - Zelmar Michelini - Héctor Gutiérrez Ruiz - Ruta 5 - Accesos Hugo Batalla - Rambla Baltasar Brum - San Fructuoso - Mendoza - Paraguay - La Paz - Río Branco |
| Línea 1A DIRECTO | |

## Frecuencia
- 8 frecuencias los días hábiles.
- 4 frecuencias los fines de semana.